# Hey (album Andreasa Bourani)
Hey – drugi album studyjny niemieckiego piosenkarza Andreasa Bourani, wydany 9 maja 2014 roku nakładem wytwórni Vertigo Berlin. We wrześniu 2015 roku krążek otrzymał status podwójnej platyny w Niemczech za sprzedaż 400 000 egzemplarzy. W Austrii album rozszedł się w liczbie 15 000 egzemplarzy co pozwoliło mu uzyskać status platynowej płyty.

## Lista utworów
| Hey – Edycja standardowa | Hey – Edycja standardowa   | Hey – Edycja standardowa                    | Hey – Edycja standardowa | Hey – Edycja standardowa |
| Nr                       | Tytuł utworu               | Autorzy                                     | Produkcja                | Długość                  |
| ------------------------ | -------------------------- | ------------------------------------------- | ------------------------ | ------------------------ |
| 1.                       | „Refugium”                 | Andreas Bourani, Julius Hartog              | Bourani, Hartog          | 1:23                     |
| 2.                       | „Wieder am Leben”          | Bourani, Hartog, Mario Wesser, Tom Olbrich  | Peter "Jem" Seifert      | 3:44                     |
| 3.                       | „Auf uns”                  | Bourani, Olbrich, Hartog                    | Seifert                  | 4:01                     |
| 4.                       | „Alles beim Alten”         | Bourani, Hartog, Jasmin Shakeri             | Seifert                  | 4:36                     |
| 5.                       | „Hey”                      | Bourani, Hartog, Shakeri, Philipp Steinke   | Steinke                  | 4:34                     |
| 6.                       | „Ultraleicht”              | Bourani, Hartog, Shakeri                    | Seifert                  | 4:25                     |
| 7.                       | „Nimm meine Hand”          | Bourani, Hartog, Jen Bender, Raphael Schalz | Steinke                  | 3:30                     |
| 8.                       | „Auf anderen Wegen”        | Bourani, Hartog                             | Steinke                  | 4:29                     |
| 9.                       | „Delirium”                 | Bourani, Hartog, Alexander Freund           | Seifert                  | 4:21                     |
| 10.                      | „Füreinander gemacht”      | Bourani, Hartog, Freund                     | Seifert                  | 3:36                     |
| 11.                      | „Ein Ende nach dem Andern” | Bourani, Hartog, Tom Olbrich                | Seifert                  | 3:15                     |
| 12.                      | „Was tut Dir gut”          | Bourani, Hartog, Freund                     | Seifert                  | 3:40                     |
| 13.                      | „Sein”                     | Bourani, Hartog, Shakeri                    | Seifert                  | 4:45                     |
|                          |                            |                                             |                          | 50:19                    |

## Notowania
| Lista (2014–15)                  | Najwyższa pozycja |
| -------------------------------- | ----------------- |
| Austria (Ö3 Austria Top 40)      | 3                 |
| Niemcy (Media Control Charts)    | 3                 |
| Szwajcaria (Schweizer Hitparade) | 3                 |